# Pieter de la Court
Pieter de la Court (1618 - 28 mai 1685) est un économiste et hommes d'affaires néerlandais. Il est un pionnier de la pensée moderne sur l'importance économique de la libre concurrence et un défenseur de la forme républicaine du gouvernement.

## Biographie
Pieter de la Court naît en 1618. Fils d'un prospère fabricant de textiles, il étudie la théologie à l'université de Leyde.
Dans les années 1650, il est régent d'une aumônerie à Leyde.
En 1659, il publie Het Welvaren van Leiden (La Prospérité de Leyde). Un siècle avant la publication de la Richesse des nations d'Adam Smith, il plaide pour l'abolition des guildes et la libre concurrence dans le but de réduire les coûts et donc augmenter l'efficacité de la production. 
En 1660, il publie Consideratien van Staet (Considérations sur l'État) où il présente une stratégie commerciale cohérente pour l'ensemble de l'activité économique des Pays-Bas face aux autres puissances européennes. En 1662, il publie Interest van Holland (L'Intérêt de la Hollande), puis toujours la même année Politike Discoursen (Discours politique).
Il meurt le 28 mai 1684

## Œuvres
- 1659 : Het Welvaren van Leiden
- 1660 : Consideratien van Staet
- 1662 : Interest van Holland
- 1662 : Politike Discoursen
- 1685 : Sinryke Fabulen (posthume)